# Джон Ролс
Джон Бордли Ролс (на английски: John Bordley Rawls) е американски философ и водеща фигура в етиката и политическата философия, смятан е от мнозина за един от най-важните политически философи на 20 век като представител на либерализма и аналитичната философия.. Той е Джеймс Брайан Конан професор по юриспруденция и представител на школата на естественото право. Заради влиянието, което имат произведенията на Ролс върху политическата философия и теоретичните нововъведения в тях, както и влиянието си от Кант, той е сравняван от някои критици с Имануел Кант.

## Биография

### Произход и младежки години
Роден е в Балтимор, Мериленд на 21 февруари 1921 г. в семейството на Уилям Лий Ролс (адвокат) и Ана Абел Стъмп Ролс  и е вторият от петима синове. През 1943 г. получава бакалавърска степен в Принстън.
Ролс учи в Балтимор преди да се прехвърли в училище Кент, епископално подготвително училище в Кънектикът. След като завършва през 1939 г., Ролс учи в Принстън и става член на Айви клуб. През последните две години в Принстън той „става дълбоко заинтригуван от теологията и нейните доктрини“. Обмисля да учи в семинария, за да получи епископално звание.
През 1943 г. получава бакалавърска степен и незабавно е записан в редовете на армията. Служи като пехотинец за Пасифика – обикаля Нова Гвинея, Филипините, участва в окупацията на Япония, където става свидетел на последствията от Хирошима, след което отказва повишение като офицер, напускайки армията с чин редник. След това се връща в Принстън, където през 1950 г. получава докторска степен по морална философия.
Ролс се жени за Маргарет Фокс, завършила Университета „Браун“, през 1949 г.

### Академична кариера
След като получава своята докторска степен в Принстън през 1950 г., Ролс преподава там до 1952 г., когато получава Стипендия за научна работа Фулбрайт за Оксфорд (Крайст Чърч), където бива повлиян от либералния политически теоретик и историк Исая Бърлин и правния теоретик Х.Л.А. Харт. След като се връща в САЩ, първо постъпва като асистент, после като доцент в Корнел. През 1962 г. става пълноправен професор по философия в Корнел и скоро получава постоянна позиция в МИТ. Същата година се премества в Харвард, където преподава почти четиридесет години и подготвя някои от имената в съвременната морална и политическа философия.
Ролс рядко дава интервюта и „имайки страх от прожекторите“ не става публична интелектуална фигура, независимо от славата си, вместо това той е основно ангажиран със своята академична работа и семейството си.

## Отличия и награди
- Награда Ролф Шок за логика и философия (1999)
- Национален медал за хуманитарни науки (САЩ) (1999)

## Памет
- Астероидът Ролс 16561 е кръстен така в негова чест.